# Marcelo Moren Brito
Marcelo Luis Manuel Moren Brito (Temuco, 27 de julio de 1935-Santiago, 11 de septiembre de 2015) fue un  militar, agente de la  Dirección de Inteligencia Nacional (DINA) y criminal chileno, encargado de detener, interrogar y desaparecer a detenidos durante la dictadura militar en Chile. Llegó al grado de coronel y jefe de Estado Mayor de la 4.ª División del Ejército de Chile. 
Se hizo conocido por su rol como agente de la  DINA, la policía secreta de la dictadura militar que gobernó Chile entre 1973 y 1990. Participó en operaciones como la Caravana de la Muerte y el asesinato de Miguel Enríquez. Estuvo a cargo del centro de torturas Villa Grimaldi y fue jefe de la «Brigada Caupolicán» de la DINA. Por su rol en diversas violaciones a los derechos humanos en dicho período, fue procesado y condenado por la justicia chilena.

## Biografía

### Golpe de Estado y formación de la DINA

Moren Brito fue uno de los primeros miembros de la Dirección de Inteligencia Nacional.

En 1973, con el grado de mayor, era el segundo comandante del Regimiento de Infantería n.º 21 "Arica" y su superior al mando era el teniente coronel Ariosto Lapostol Orrego. El 10 de septiembre de 1973 fue enviado a Santiago junto con un conjunto de tropas a cargo para apoyar el golpe de Estado contra el gobierno de Salvador Allende, ocurrido al día siguiente. Moren Brito participó activamente en la ocupación militar de la Universidad Técnica del Estado, lugar donde fue detenido, entre otros, Víctor Jara.
Conocido como el "Coronta" o el "Ronco", Moren Brito estaba asociado a algunas de las acciones represivas bajo el mando de Augusto Pinochet. El mismo mes de septiembre de 1973 se incorporó a la recién formada Dirección de Inteligencia Nacional (DINA), la policía secreta de la dictadura. Allí se incorporó como tercer jefe de la Brigada de Inteligencia Metropolitana, BIM.

### Caravana de la Muerte
Al mes siguiente, dejó a un capitán al mando y se puso a disposición del general Sergio Arellano Stark formando parte de su Estado Mayor, y quien, en su calidad de oficial delegado ejecutó a 72 prisioneros políticos en el curso de dos semanas (entre el 3 y el 19 de octubre), en lo que se ha conocido como la Caravana de la Muerte.
Algunos testimonios de la Caravana de la Muerte fueron recogidos por Patricia Verdugo en el libro Los zarpazos del puma.

-Pero el General Lagos decidió armar los cuerpos y entregarlos, en Antofagasta.

-Cuando planteé la posibilidad de entregarlos, se me dijo que estaban dispersos en la pampa y que estaban masacrados. Me lo dijeron oficiales de mi cuartel general, Figueroa, Ravest y otros...

-¿Masacrados?
Testimonio del coronel Eugenio Rivera
Patricia Verdugo, Los zarpazos del puma, pág. 203

Varios miembros del regimiento de Calama se integraron entonces a la comitiva: entre ellos, el capitán Juan Araya y los tenientes Díaz, Alvaro Moreno y Hernán Nuñez. Todos, bajo el mando directo del coronel Arredondo y del comandante Marcelo Moren Brito (...)
En algunos casos se actuó con sadismo. A varios no los mataron con un balazo, sino que los iban matando a pausas.
Testimonio anónimo
Revista Apsi, n.º 198, edición del 27 de abril al 3 de mayo de 1987

### Otras acciones durante el régimen

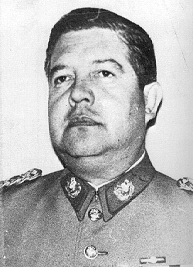
Moren Brito fue muy cercano al general Manuel Contreras, director de la DINA.

El 5 de octubre de 1974 participó en la captura y muerte del líder del Movimiento de Izquierda Revolucionaria, Miguel Enríquez. En el enfrentamiento resulta también herida Carmen Castillo, su pareja, la cual es visitada al día siguiente por el general Manuel Contreras, director de la DINA, en compañía del entonces mayor Moren Brito, quien lucía la metralleta Skorpio del líder del MIR.
Gracias a su incondicionalidad a Contreras, Moren Brito ascendió rápidamente dentro de la estructura de la DINA. Fue nombrado jefe de la Brigada Caupolicán, de la cual dependía el grupo operativo Halcón, comandado por el entonces capitán Miguel Krassnoff, uno de los principales violadores de derechos humanos durante el terrorismo de Estado en Chile. Posteriormente, tras la partida del comandante Pedro Espinoza, quedó como jefe de Villa Grimaldi (Cuartel Terranova), uno de los principales centros de tortura en Santiago.
Según un testimonio recibido en las Naciones Unidas, Moren Brito habría sido el responsable de la muerte del agente de la DINA Carlos Alberto Carrasco Matus, quien figura como desaparecido. En el relato se afirma que después de descubrirse que Carrasco había ayudado a algunos detenidos, Moren Brito lo mató frente a sus compañeros. También participó en el interrogatorio de Lumi Videla en la pieza llamada "El Hoyo" de la Casa de José Domingo Cañas. Luego de que Videla muriera en la tortura, junto a Osvaldo Romo y un agente conocido como el "Troglo" (Basclay Zapata), arrojaron el cadáver en la embajada de Italia. Al día siguiente, Moren Brito entró en la sede diplomática disfrazado de corresponsal extranjero para recabar información.
Dentro de sus víctimas se encontró Alan Bruce, su sobrino en segundo grado y con quien habría compartido habitación cuando Moren Brito estudiaba en la Escuela Militar. Pese a su cercanía familiar, Moren Brito no perdonó la militancia de Bruce en el MIR y habría sido él mismo quien torturó y finalmente ahorcó a Bruce. Su cuerpo jamás fue entregado y pasó a formar parte de la lista de detenidos desaparecidos.
En 1977 Contreras perdió el poder y la DINA fue restructurada, siendo reemplazada por la Central Nacional de Informaciones (CNI). Moren Brito decidió renunciar a su cargo en ese momento. Posteriormente, llegó al grado de coronel y fue destinado a Arica, siendo condecorado por Augusto Pinochet, líder de la dictadura militar. Pasó a retiro en junio de 1985 y en 1991 se trasladó a vivir al sur en su fundo en Osorno donde montó una empresa de importaciones con su hermano.

### Juicios y condena

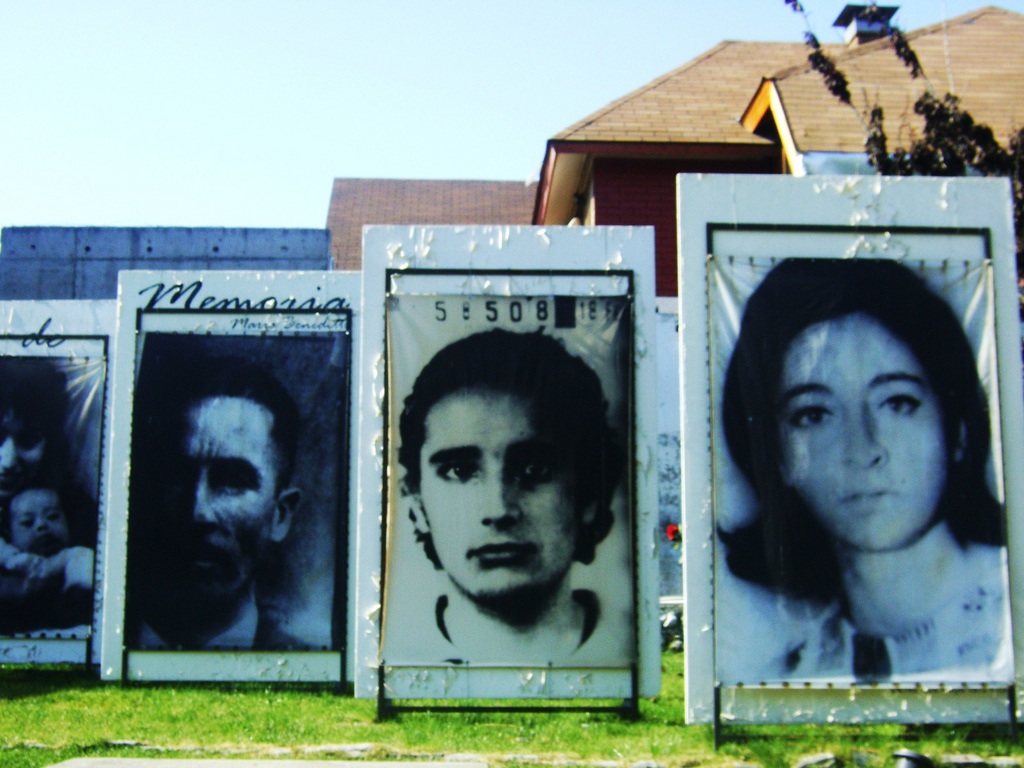
Fotografías de algunas víctimas detenidas en Villa Grimaldi, muchos de los cuales terminaron asesinados o desaparecidos.

Pese a varias denuncias una vez acabada la dictadura, ninguna tuvo éxito siendo en su mayoría rechazadas por los tribunales militares. En julio de 1994, la titular del Tercer Juzgado del Crimen de Santiago, Dobra Lusic, determinó someterlo a proceso por los delitos de asociación ilícita, secuestro y desaparición de cuatro integrantes del Movimiento de Izquierda Revolucionaria (MIR).
Esta fue la primera causa en que Moren Brito fue procesado, seguido de una serie de nuevas denuncias y juicios. Varias personas que estuvieron detenidas en Villa Grimaldi indicaron la participación de Moren Brito en diversos crímenes y lo destacaron como uno de los personajes que actuó con mayor crueldad en contra de sus víctimas. Moren Brito fue mencionado o investigado en más de 90 casos de detenidos desaparecidos o ejecutados, entre los que destacan Alfonso Chanfreau, el sacerdote español Antonio Llidó, Carmelo Soria y Lumi Videla.
En 2004 fue condenado a diez años de cárcel por el secuestro de la periodista Diana Arón Svigilisky, siendo recluido en el Penal Cordillera. Tras el cierre de este penal, fue trasladado al Penal de Punta Peuco.
Mientras cumplía condena, la salud de Moren Brito empeoró y falleció el 11 de septiembre de 2015 en el Hospital Militar de Santiago, en la misma fecha en que se conmemoraban los 42 años del golpe de Estado. A la fecha de su muerte, Moren Brito tenía condenas que totalizaban los 300 años de presidio.